# Lucilia (Asteraceae)
Lucilia là một chi thực vật có hoa trong họ Cúc (Asteraceae).

## Loài
Chi Lucilia gồm các loài: